# Finanční gramotnost
Finanční gramotnost je soubor znalostí a dovedností, které člověku umožňují porozumět financím a správně s nimi zacházet v různých životních situacích. Zahrnuje činnosti jako tvorba osobního rozpočtu a spoření, založení a správa bankovních účtů, racionální užívání úvěrových produktů, placení daní a pojištění, investování a spoření na důchod. Tento soubor ovšem není pevně definován a konkrétní definice finanční gramotnosti se ve světě různí.
Finanční gramotnost nemá žádnou konkrétně stanovenou metu, podle které by bylo možné říct, že člověk je nebo není finančně gramotný. Nějakým způsobem je totiž finančně gramotný každý, ovšem podstatná je míra skutečné (nikoli jen subjektivně vnímané) finanční gramotnosti člověka. 

## Finance v době informační společnosti
V 21. století je takřka každé rozhodnutí ovlivněno nebo spojeno s jeho finanční situací a financemi. Pokud se člověk má dobře orientovat v tomto světě, musí obsáhnout široký záběr znalostí a dovedností přímo i nepřímo navázaných na finance.
Informace, které jsou pro rozhodování o financích podstatné, se přitom velice rychle mění. Díky prudkému rozvoji informačních technologií, které umožňují nové typy finančních procesů a transakcí, se děti pohybují v jiném světě finančních operací, než se v jejich věku pohybovali rodiče. Významnou úlohu při rozšiřování finanční gramotnosti proto hraje škola a formální vzdělávací proces. Od září 2013 je na základních školách výuka finanční gramotnosti povinná.

## Finanční gramotnost jako politické téma
Koncept finanční gramotnosti se prosadil jako samostatné téma meziresortní politiky v době poslední světové ekonomické krize. V roce 2008 byla v rámci OECD vytvořena mezinárodní skupina pro finanční vzdělávání (International Network on Financial Education – INFE), jejímž cílem je zejména zvýšení celosvětového povědomí o významu a důležitosti finančního vzdělávání a podpora členských států ve vytváření jejich národních strategií finančního vzdělávání. V témže roce byl zprovozněn také mezinárodní webový rozcestník (International Gateway on Financial Education – IGFE), který má sloužit jako jeden ze základních zdrojů informací z oblasti finančního vzdělávání, jejich zprostředkování a k podpoře aktivit INFE. V roce 2008 byla ustanovena Expertní skupina pro finanční vzdělávání jako poradní a konzultační orgán Evropské komise v této oblasti.
Českou strategii finančního vzdělávání (tj. vzdělávání k větší finanční gramotnosti) koordinuje Ministerstvo financí ČR, finanční vzdělávání je považováno za jeden ze tří pilířů ochrany spotřebitele na finančním trhu. V srpnu 2006 zahájila činnost Pracovní skupina pro finanční vzdělávání, v roce 2007 MŠMT ve spolupráci s Ministerstvem financí vydalo Standardy finanční gramotnosti (jako součást materiálu Systému budování finanční gramotnosti na základních a středních školách) a postupně je zařazuje do příslušných rámcových vzdělávacích programů ve středním vzdělávání. 
Od roku 2008 propaguje finanční gramotnost, jako základní prevenci proti předlužení a sociálnímu vyloučení a současně jako základní kompetenci občana pro získání a udržení pozice na trhu práce NNO FINANČNÍ GRAMOTNOST, o. p. s. Od roku 2008 byla systematicky ze strany MŠMT a částečně též ČNB zahájena podpora pedagogických pracovníků v podobě vydání metodických publikací, poskytování akreditovaného vzdělávání a zařazení oblasti finanční gramotnosti do obsahu příslušných vysokoškolských studijních programů. 
V roce 2009 získala zákonné kompetence pro ochranu spotřebitele na finančním trhu ČNB, která tímto zahájila také aktivity k podpoře finanční gramotnosti spotřebitelů. Svými aktivitami se dnes zaměřuje především na 2. stupěň základních škol a střední školy (poskytování výukových materiálů) a širokou veřejnost (výstavy) a spotřebitele (hlídání férových podmínek na českém finančním trhu.) V květnu 2010 byla přijata Národní strategie finančního vzdělávání. Od roku 2011 dohlíží na etiku a úroveň vzdělávání finanční gramotnosti Asociace finanční a občanské gramotnosti, z. s.. V současné době se věnuje i Ministerstvo průmyslu a obchodu ČR finanční gramotnosti, jako účinnému nástroji na ochranu spotřebitelů.

## Testování a standard finanční gramotnosti
Od roku 2009 probíhá v Česku standardní školní soutěž pro žáky základních a středních škol na vzdělávání a měření finanční gramotnosti, kterou vyhlašuje Ministerstvo školství, mládeže a tělovýchovy ČR ve věstníku v nejvyšší kategorii soutěží typu "A" pod názvem Finanční gramotnost, kterou organizuje FINANČNÍ GRAMOTNOST, o.p.s.. Měření úrovně finanční gramotnosti formou této soutěže je standardizované a probíhá čtyřkolově (školní, okresní, krajská a celorepubliková kola) ve třech věkových kategoriích (I. stupeň ZŠ, II. stupeň ZŠ a SŠ). V dosavadních 8 ročnících soutěžilo (tj. měřilo úroveň znalostí žáků dle Standardů finanční gramotnosti) celkem 371.689 žáků. Osmý ročník soutěže zaštítil osobně prezident České republiky Miloš Zeman, kardinál a Pražský arcibiskup Dominik Duka, guvernér České národní banky Jiří Rusnok, který současně bude zahajovat finálová kola dne 25. dubna 2017 v klášteře Emauzy v Praze. Soutěž podporuje Hasičská vzájemná pojišťovna, Nadace ČEZ, Ministerstvo školství, mládeže a tělovýchovy, 8 krajských hejtmanů, primátorka Prahy Adriana Krnáčová, Pražská energetika a další.
V roce 2012 se zúčastnilo 297 škol v Česku prvního srovnávacího mezinárodního výzkumu velkého rozsahu, který testoval finanční gramotnost mladých lidí v 18 zemích OECD. Výsledky tohoto longitudiárního výzkumu PISA budou vzhledem ke svému rozsahu, vědeckému zázemí a kulturnímu přesahu také vodítkem pro další testování finanční gramotnosti dospělých v Česku. V českém prostředí totiž dosud neexistují standardizovaná měření finanční gramotnosti. Různé subjekty vytvářejí ad hoc testy, které jsou spíše marketingovým lákadlem než diagnostickým nástrojem pro posouzení finanční gramotnosti obyvatel.

## Struktura finanční gramotnosti podle OECD
Struktura finanční gramotnosti podle OECD obsahuje tři základní roviny:
- Na základní vrstvě se jedná o principy, ke kterým není třeba velkých matematických schopností.
- V další úrovni finanční gramotnosti pak je člověk schopen základní principy správně aplikovat v souvislostech.
- Nejvyšší úroveň finanční gramotnosti zahrnuje schopnost aplikovat principy v složitých souvislostech a konkrétních, odlišných životních situacích i s ohledem na svůj sociální (nejen finanční) život.

Všechny tyto kognitivní složky finanční gramotnosti se dají naučit ve škole. Ovšem finančně gramotné (tj. rozumné, zodpovědné) rozhodování ovlivňují také nekognitivními faktory, které formální vzdělávací proces už příliš ovlivnit nedokáže.

### Kognitivní faktory finanční gramotnosti
Kognitivní faktory jsou rozděleny do tří oblastí podle výše popsané složitosti pochopení: fakta (obsah) – práce s fakty (procesy) – situační posouzení (kontext).
1. Obsah
  1. Peníze a transakce – znalost základních produktů a základních operací s penězi (co je dluh, úrok, jak se platí platební kartou, složenkou, atd.)
  2. Plánování a správa rodinného rozpočtu – znalost různých typů příjmů a výdajů (plat, mzda, hrubá/čistá, daně, povinné pojištění), schopnost určit priority výdajů při omezeném rozpočtu, plánovat výdaje, spořit.
  3. Posouzení rizik a očekávaného zisku – znalost rizik u různých typů produktů, zejména úvěrů, kapitalizace úroků a [úvěrové riziko |rizik spojených s nesplácením], úroková sazba, inflace.
  4. Širší finanční souvislosti – vědomí toho, že člověk má vždy volbu, jak naloží s penězi, že reklama a vrstevníci působí tlak na rozhodování, nepoctivé praktiky obchodníků, znalost spotřebitelských práv a povinností, důležitost právní dokumentace související s nákupy, trestné činy spojené se světem financí (úvěrové podvody, apod.).
2. Procesy
  1. Identifikace finanční informace – znalost pojmů a jejich aplikace v praxi, získání relevantní informace ze smlouvy, reklamy, grafu.
  2. Analýza finančních informací – znalost finančních produktů spojená se schopností prakticky využívat danou informaci pro finanční rozhodnutí.
  3. Posouzení rozhodnutí v širších finančních souvislostech – schopnost posoudit nákup jako plýtvání nebo posouzení výhodnosti refinancování úvěru.
  4. Aplikace znalostí při řešení praktické situace – zahrnuje životní situaci, často s vícero podmínkami a vyžaduje několik početních operací, které mají vést ke správnému rozhodnutí. Př. Člověk pracuje za 70 Kč na hodinu, 12 hodin v měsíci. Každý měsíc polovinu výdělku odloží stranou. Kolik měsíců musí pracovat, aby mohl jet na výlet za 3.000 Kč?
3. Situační kontext – Základní finanční gramotnost obyvatel by měla být posilována zejména ve čtyřech situačních oblastech. To znamená, že by si měli být vědomi typických rizikových i běžných situací, při kterých se rozhoduje o zadlužení, spoření nebo investicích.
  1. Vzdělávání a práce – posouzení nákladů na vzdělávání, pracovní právo, apod.
  2. Domácnost a rodina – přehled o platbách spojených s bydlením, evidence plateb, plánování nákupů.
  3. Individuální potřeby – náklady na zábavu a volný čas, nákup elektroniky (mobilů, tabletů), smlouvy s telefonním operátorem, apod.
  4. Společenská odpovědnost – schopnost zasadit své jednání do širšího kontextu společenské odpovědnosti, ekologie, globálních procesů, což OECD považuje za nedílnou součást finanční gramotnosti. V českém finančním vzdělávání se tento okruh zatím v rámci finančního vzdělávání neprosazuje. Je otázkou času a propagace, kdy etika začne být také vnímána jako součást finanční gramotnosti také v ČR.

### Nekognitivní faktory finanční gramotnosti
1. Přístup k informacím a vzdělání – některé sociální prostředí poskytuje více informací, a tedy zjednodušuje orientaci ve světě financí
2. Přístup k penězům a finančním produktům – o fakticky nedostupných finančních produktech člověk nemívá mnoho informací
3. Osobní postoj k finančním otázkám a sebedůvěra při jejich řešení – tendence k impulzivnímu jednání, přehnanému riskování, apod.
4. Skutečné jednání, utrácení a ukládání pen' – finanční gramotnost praktická, skutečné rozhodování v reálných životních situacích vybavuje člověka dalšími zkušenostmi.

## Alternativní pojetí finanční gramotnosti
R.T. Kiyosaki, americký podnikatel, investor a spisovatel, se proslavil na počátku nového tisíciletí především díky své knize Bohatý táta, chudý táta. Podle Kiyosakiho by cílem měla být finanční nezávislost, kterou definuje jako stav, kdy celkový pasivní příjem člověka překročí jeho celkové náklady. V tu chvíli může odejít ze zaměstnání, aniž by to ovlivnilo jeho životní standard.[zdroj?] Ačkoli je přístup autora v některých směrech inspirativní, je takové pojetí pouze výsečí celkového obsahu pojmu finanční gramotnost. Především zcela pomíjí až vědomě banalizuje jeho etické aspekty („nechejte druhé, ať na vás pracují“).